# Xanthorhoe fuscifascia
Xanthorhoe fuscifascia är en fjärilsart som beskrevs av Louis Beethoven Prout 1937. Xanthorhoe fuscifascia ingår i släktet Xanthorhoe och familjen mätare. Inga underarter finns listade i Catalogue of Life.